# Дефенсорес де Бельграно
Клуб Атлетико «Дефенсо́рес де Бельгра́но» (исп. Club Atlético Defensores de Belgrano) — аргентинский футбольный клуб из Бельграно, северного района Буэнос-Айреса. Домашние матчи команда проводит на стадионе «Хуан Паскуале», вмещающем около 9 000 зрителей. Ныне «Дефенсорес де Бельграно» выступает в Примере B Насьональ, втором уровне в системе футбольных лиг Аргентины.

## История
«Дефенсорес де Бельграно» был основан 25 мая 1906 года группой молодых людей, которые хотели играть в футбольных лигах Буэнос-Айреса. Команда дебютировала в чемпионате Аргентины в 1915 году, но по итогам сезона была переведена во второй дивизион. «Дефенсорес де Бельграно» вернулся в Примеру в 1918 году, оставаясь в ней до 1934 года, когда Ассоциация любителей футбола Аргентины (AAF) (где выступала команда) слилась с профессиональной лигой, и все её члены были низведены до второго дивизиона.
Во время любительской эры клубными цветами были светло-голубой и светло-розовый, но позднее они были изменены на красный и чёрный, сохранившиеся и поныне. Стадион команды находился на площади Альберти в пригороде Буэнос-Айреса Бельграно.
В 1934 году два игрока «Дефенсореса де Бельграно», Эрнесто Белис и Луис Иссета, были включены в состав сборной Аргентины на чемпионате мира в Италии.
В течение многих десятилетий «Дефенсорес де Бельграно» балансировал между лигами B и C. В этот же период появилось и развивалось соперничество клуба с «Платенсе».
В августе 2011 года 37-летний ветеран Ариэль Ортега, выступавший за «Олл Бойз» в сезоне 2010/11, присоединился к «Дефенсоресу де Бельграно». Он дебютировал за новую команду в матче против «Депортиво Морона», забив гол с пенальти.

## Стадион «Хуан Паскуале»
Стадион «Хуан Паскуале» (исп. Estadio Juan Pasquale) расположен в Нуньесе, районе Буэнос-Айреса. Он находится примерно в 10 кварталах от стадиона Монументаль. На улицах, окружающих стадион «Хуан Паскуале», можно найти множество граффити, посвящённых «Дефенсоресу де Бельграно». Вместимость арены составляет около 9 000 человек.

## Достижения
- Победитель Промежуточного дивизиона (2): 1914 FAF, 1917
- Победитель Примеры B Метрополитана (2): 1967, 2000/01
- Победитель Примеры C (4): 1953, 1958, 1972, 1991/92